# 小林由佳 (政治家)
小林 由佳（こばやし よしか、1978年（昭和53年）1月13日 - ）は、日本の政治家、ローカルタレント。

## 来歴
大阪府堺市北区出身。
1995年（平成7年）帝塚山学院高等学校卒業、1997年帝塚山学院短期大学卒業。朝日放送テレビ（ABC）の朝の情報番組『おはよう朝日です』で、小林 由佳（読み同じ）として活動、約11年間レポーターを務めた。『おは朝』では、大阪のおばはんキャラを通し、金太郎というニックネームを司会の宮根誠司（当時）から名付けられた。
2011年（平成23年）の堺市議会議員選挙に、大阪維新の会公認候補として出馬し初当選（北区選挙区）。

### 政務活動費の不正受給
2014年、 小林由佳は政務活動費の違法な支出について、同じ大阪維新の市議の黒田征樹とともに住民監査請求される。長男出産なども理由にしたアルバイト職員について、堺市監査委員から「雇用実態、勤務実態等を確認することができない」人件費などを返還させるよう、竹山修身堺市長に勧告された。
2015年、「政務活動費を使って政策ビラ133万枚を印刷・配布」との報告も虚偽だったことが発覚、所属する大阪維新の橋下徹代表から「管理監督責任があった」と糾弾され、党員資格停止3カ月の処分を受けた。
2015年10月30日、住民監査請求の対象となった2011年度～2014年度の政務活動費1040万円を返還するように、再び堺市監査委員から勧告。勧告を受け同年12月、堺市議会の各会派が、堺市で初となる調査特別委員会（百条委員会）設置と刑事告訴を求め決議。2016年1月、小林由佳の虚偽が詐欺罪と虚偽有印公文書作成と虚偽有印公文書行使に当たるとして、大阪府警に堺市長から刑事告訴された。
2016年2月、堺市議会で初の百条委の場で、証人尋問された小林由佳は刑事告訴を理由に証言を全て拒否。
2017年4月27日、維新を離党。5月、政務活動費不正時の秘書で、同じく大阪維新の市議だった黒瀬大とともに辞職勧告を決議された。
翌6月、小林由佳と黒瀬大のリコール（解職請求）運動を堺市民が開始。その結果、黒瀬大が8月9日に辞職し、小林由佳の解職を求める署名1万4122人分が集まった。ただ、住民投票の本請求に必要な選挙人名簿登録者数の3分の1（2017年10月9日現在で北区4万3527人分）を超えなかった。
小林由佳は虚偽発覚後2年半「公金を私的に流用したことは一切ない」と主張し続けたが、年度末の2018年3月30日に、堺市議会議員を辞職した。
同年4月19日、 不正受給について小林由佳は一転し請求を認め、政務活動費の全額を返還した。結果、詐欺罪などについて不起訴処分となった。

## 人物
- ローカルタレントの経歴から「美しすぎる市議」とマスメディアに呼ばれ[24]、その呼称で台湾でも報道されたが[25]、たるんだ皮膚を引き上げる美容整形手術も行っていた[26]。

## 出演

### 情報・バラエティ
- おはよう朝日です（朝日放送）
- クイズプレゼンバラエティー Qさま!!（テレビ朝日）
- フライブ（サンテレビ）
- ふれあいフェスティバル'98
- 明日どこいこ（Baycom）
- いのちの現場からVol.6（毎日放送）
- ワールドコレクションG（毎日放送）
- パクパクTV司会（テレビ大阪）
- 真夜中市場（関西テレビ）
- ノッテ･フェリーチェ（関西テレビ）

### CM
- トライニン

### その他
- 今宮戎神社 - 1998年度福娘

## 親族
- 祖父 - 小林保（元堺市議会議員・元日本ピローブロック代表取締役）
- 大叔父 - 小林百太郎（小林保の実弟。馬主・FYH代表取締役）
- 父 - 小林保一（FYH代表取締役）
- 2012年の秋、同じ大阪維新の大阪府議会議員の西野修平と入籍した[27]。結婚式4ケ月後に第一子の長男を、2015年2月に第二子・第三子の双子の娘を出産している[28][29]。